# Alaudim Maçude
Alaudim Maçude (Ala ud-Din Masud; fl. 1242-1246) foi o sétimo sultão da dinastia mameluca do Sultanato de Déli. Era filho de Roquonadim Firuz (1236), neto de Xameçadim Iltutemis e Xá Turcã e sobrinho de Raziadim (1236–1240). Depois que seu antecessor e tio Muizadim Barã foi assassinado pelo exército em 1242 após anos de desordem, os chefes escolheram Alaudim. No entanto, era mais uma marionete dos chefes e não tinha muito poder ou influência no governo. Em vez disso, se tornou famoso por seu gosto por entretenimento e vinho. Como seu predecessor, foi considerado "incompetente e inútil". Em 1246, os chefes ficaram irritados com sua fome crescente por mais poder no governo e o substituíram por seu primo Naceradim Mamude (1246–1266), neto de Iltutemis por meio de seu filho Naceradim Mamude. Os mongóis saquearam Laore em 1246.